# Точка (Вологодская область)
Точка — деревня в Шекснинском районе Вологодской области на реке Кольдюга.
Входит в состав сельского поселения Домшинского, с точки зрения административно-территориального деления — в Домшинский сельсовет.
Расстояние по автодороге до районного центра Шексны — 42 км, до центра муниципального образования Нестерово — 12 км. Ближайшие населённые пункты — Городское, Зыцово, Папушино.
По переписи 2002 года население — 1 человек.